# Livingston (Carolina del Sud)
Livingston és una població dels Estats Units a l'estat de Carolina del Sud. Segons el cens del 2000 tenia 148 habitants.

## Demografia
Segons el cens del 2000, Livingston tenia 148 habitants, 60 habitatges i 43 famílies. La densitat de població era de 70,5 habitants/km².
Dels 60 habitatges en un 26,7% hi vivien nens de menys de 18 anys, en un 63,3% hi vivien parelles casades, en un 8,3% dones solteres, i en un 28,3% no eren unitats familiars. En el 25% dels habitatges hi vivien persones soles el 16,7% de les quals corresponia a persones de 65 anys o més que vivien soles. El nombre mitjà de persones vivint en cada habitatge era de 2,47 i el nombre mitjà de persones que vivien en cada família era de 2,93.
Per edats la població es repartia de la següent manera: un 23,6% tenia menys de 18 anys, un 3,4% entre 18 i 24, un 26,4% entre 25 i 44, un 32,4% de 45 a 60 i un 14,2% 65 anys o més.
L'edat mediana era de 43 anys. Per cada 100 dones de 18 o més anys hi havia 85,2 homes.
La renda mediana per habitatge era de 31.250 $ i la renda mediana per família de 39.167 $. Els homes tenien una renda mediana de 28.000 $ mentre que les dones 16.250 $. La renda per capita de la població era de 13.751 $. Entorn del 4,5% de les famílies i el 5,6% de la població estaven per davall del llindar de pobresa.

## Poblacions més properes
El següent diagrama mostra les poblacions més properes.